# Samuel Sosa
Samuel Alejandro Sosa Cordero (Valencia, Venezuela, 17 de diciembre de 1999) es un futbolista venezolano que juega como Extremo en la UCV FC de la Liga Futve, cedido por Talleres de la Primera División de Argentina.
Tiene un récord en el fútbol de Venezuela, fue uno de los más jóvenes en marcar en la Primera DivisióN. Lo hizo para el Deportivo Táchira vs. Mónagas el 30 de octubre de 2016 con 16 años, 10 meses y 19 días. En su pueblo, Tocuyito, es considerado una celebridad.

## Trayectoria

### Deportivo Táchira
Samuel se formó en las divisiones inferiores del Deportivo Táchira, institución deportiva de la ciudad de San Cristóbal en Venezuela. A mediados de 2015, ese sueño de convertirse en profesional llegó tal vez a su punto más próximo cuando firmó su primer contrato laboral con el club, tiempos en los que ya se podía apreciar el talento de Samuel. Debutó oficialmente como profesional la noche del 12 de febrero de 2016; Sosa a sus 16 años ingresó al terreno de juego del estadio José Alberto Pérez de Valera, vistiendo la camiseta del primer equipo "aurinegro" frente a Trujillanos.
“Darle gracias al Deportivo Táchira por mi primera convocatoria y el debut en Primera División, es producto de mucho esfuerzo y constancia”, relata el volante de perfil zurdo, luego de ingresar de disputar los segundos 45 minutos del cotejo ante los del estado Trujillo.
Una vez concluido el partido, su teléfono móvil se vio colmado por llamadas de familiares, amigos y entrenadores; de quienes recibió palabras de felicitación por su tempranero estreno profesional. 
“La primera que me llamó fue mi mamá felicitándome, casi llorando de la emoción. Es producto de muchos años de preparación para hoy disfrutarlo”; concluye el mediocampista ofensivo con mucha emotividad.
A mediados de enero de 2018, surge un fuerte rumor de su venta al fútbol argentino, más precisamente al Talleres.

### Talleres
El 14 de enero de 2018 se confirma su traspaso a Talleres con un contrato hasta 2021. Después de mostrar un buen nivel en la reserva del club, su debut en la Superliga Argentina se produjo el 12 de mayo de 2018 en el 2-2 ante Olimpo

### A. D. Alcorcón
En julio de 2019, el Alcorcón de la Segunda División de España presenta al extremo venezolano que llega cedido por una temporada desde el Talleres, de la Primera División argentina. En septiembre del 2020 se confirma su préstamo por un año más en el equipo español hasta 2021.

### Emelec
El 30 de diciembre de 2022 fue anunciado por el Club Sport Emelec de la Serie A de Ecuador, firmó por un año a préstamo con opción a compra desde el club argentino Talleres.

## Selección nacional

### Participaciones internacionales
| Selección | Competición                           | Sede          | Resultado  | Partidos | Goles |
| --------- | ------------------------------------- | ------------- | ---------- | -------- | ----- |
| Sub-20    | Copa Mundial de Fútbol Sub-20 de 2017 | Corea del Sur | Subcampeón | 5        | 2     |
| Sub-20    | Sudamericano Sub-20 de 2019           | Chile         | 6.º lugar  | 7        | 2     |
| Total     | Total                                 | Total         | Total      | 13       | 4     |

## Clubes
Actualizado al último partido disputado el 24 de enero de 2024.
| Club                             | País          | Año           | Partidos | Goles | Asistencias |
| -------------------------------- | ------------- | ------------- | -------- | ----- | ----------- |
| Deportivo Táchira                | Venezuela     | 2016-2018     | 39       | 8     | 3           |
| C. A. Talleres (C)               | Argentina     | 2018-act.     | 7        | 1     | 1           |
| A. D. Alcorcón (cedido)          | España        | 2019-2021     | 53       | 3     | 1           |
| Academia Puerto Cabello (cedido) | Venezuela     | 2022          | 28       | 9     | 0           |
| C. S. Emelec (cedido)            | Ecuador       | 2023          | 24       | 3     | 3           |
| Querétaro FC                     | México        | 2024          | 27       | 4     | 1           |
| UCV FC                           | Venezuela     | 2025-         |          |       |             |
| Total carrera                    | Total carrera | Total carrera | 166      | 28    | 9           |